# Saint-Pierre-Bois
Saint-Pierre-Bois – miejscowość i gmina we Francji, w regionie Grand Est, w departamencie Dolny Ren.
Według danych na rok 1990 gminę zamieszkiwały 522 osoby, a gęstość zaludnienia wynosiła 72 osób/km² (wśród 903 gmin Alzacji Saint-Pierre-Bois plasuje się na 452. miejscu pod względem liczby ludności, natomiast pod względem powierzchni na miejscu 362.).